# San Pietro (Bisenti)
San Pietro (Sande Pìtre in dialetto locale) è una frazione del Comune di Bisenti, che comprende il territorio della collina tra San Savino, il torrente Fossato e il confine col comune di Arsita. A San Pietro vi sono solo poche case sparse e l'antica chiesa di San Pietro, che dà il nome alla parrocchia di Bisenti.

## La chiesa di San Pietro

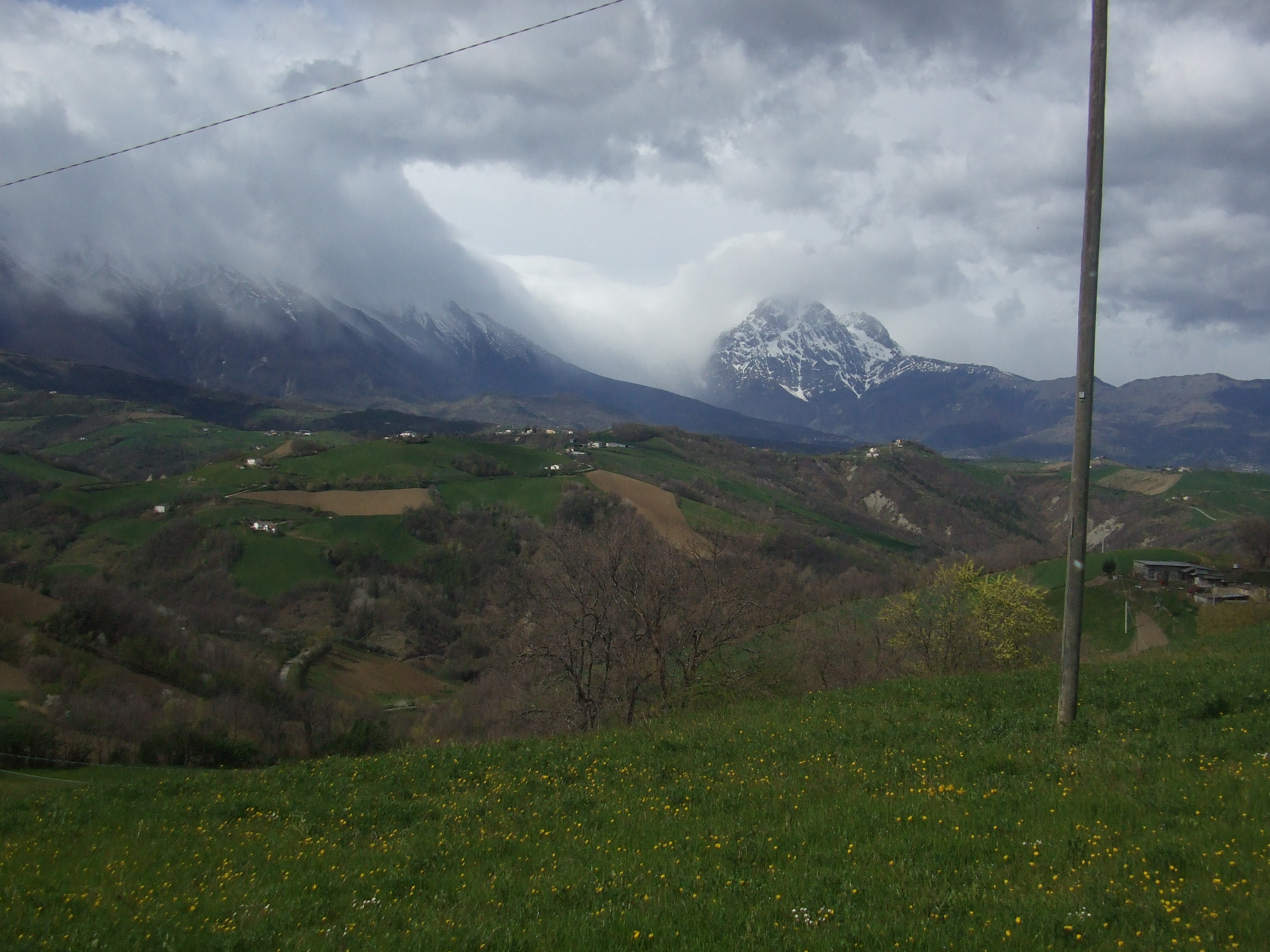
Panorama della catena del Gran Sasso da San Pietro

Viene menzionata per la prima volta nella bolla di papa Alessandro III del 1176, la quale confermava il tributo dovuto dalla chiesa alla Badia di Montecassino; ad essa fece seguito un'altra bolla di papa Celestino III del 17 marzo 1190 con cui si assegnava il possesso della chiesa al vescovo di Penne Ottone dei conti di Loreto e Conversano.
L'antica costruzione presenta un aspetto semplice, ad una sola navata, rischiarata da una piccola monofora, ma è posta in posizione suggestiva in cima all'omonima collina, il cui panorama spazia dal Gran Sasso al mare.
Il lunedì di Pasqua (detto di Pasquetta) i bisentini festeggiano il Santo con una tradizionale scampagnata di primavera e, davanti alla chiesa, viene organizzata una piccola festa con Messa, processione del Santo, fuochi d'artificio e arrosticini. Spesso alla scampagnata partecipano anche gli abitanti di Arsita, i quali rivendicano da sempre il possesso della chiesa con tutta la contrada.
Così, bisentini schierati da una parte e arsitani dall'altra, giocano a morra e avanzano o recedono dalla linea di confine comunale a seconda della sorte del gioco.